# Teresa Lipowska

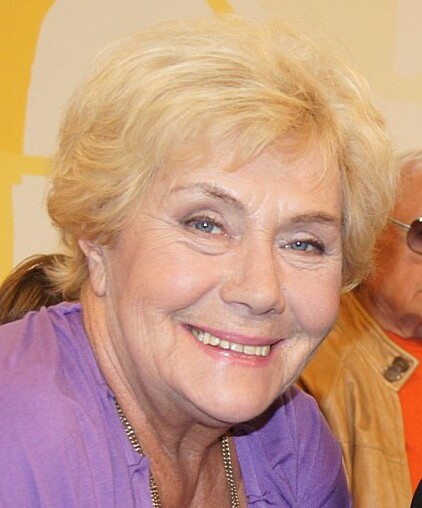
Teresa Lipowska (2012)

Teresa Lipowska (* 14. Juli 1937 in Warschau) ist eine polnische Schauspielerin und Synchronsprecherin.

## Leben und Wirken
Teresa Lipowska wurde als erstes von drei Kindern geboren und wuchs gemeinsam mit einer Schwester (1941–1990) und einem Bruder (* 1945) in Warschau auf.
Sie hatte bereits als 14-Jährige ihren ersten Auftritt in einem Spielfilm. Nach ihrem Schulabschluss absolvierte sie eine professionelle Schauspielausbildung an der Staatlichen Hochschule für Film, Fernsehen und Theater Łódź. Sie wirkte bislang in mehr als 80 Film-und-Fernsehproduktionen als Schauspielerin vor der Kamera mit und war zeitweise auch an verschiedenen Theatern als Darstellerin tätig.
Lipowska ist seit Ende der 1980er-Jahre umfangreich als Synchronsprecherin aktiv. Sie vertonte in polnischer Sprache bislang mehrere Figuren in verschiedenen Animationsfilmen und Zeichentrickfilmen wie beispielsweise in Lolek und Bolek, Biene Maja, Tom und Jerry, Goofy und Max, 101 Dalmatiner, Scooby-Doo oder in Mulan.
Teresa Lipowska war in erster Ehe von 1957 bis 1960 mit dem russischen Schauspieler Aleksander Lipowski (1932–2014) verheiratet. In zweiter Ehe war sie ab dem 14. Dezember 1963 bis zu seinem Tod mit dem polnischen Schauspieler Tomasz Zaliwski verheiratet. Aus dieser Ehe ging ein Sohn hervor.

## Filmografie (Auswahl)
- 1968: Parole Korn
- 1971: Hundeführer Walczak – Die Geschichte eines Polizeihundes (Fernsehserie)
- 1974/2011: Polizeiruf 110: Im Alter von …
- 1978: In der Stille der Nacht
- 1979: Vorposten
- 1983: Heroische Pastorale (Pastorale heroica)
- 2016: Hinter der blauen Tür – Wenn Träume wahr werden